# Emiliano Zapata, Namiquipa
Emiliano Zapata är en ort i Mexiko.   Den ligger i kommunen Namiquipa och delstaten Chihuahua, i den nordvästra delen av landet, 1 400 km nordväst om huvudstaden Mexico City. Emiliano Zapata ligger 1 848 meter över havet och antalet invånare är 120.
Terrängen runt Emiliano Zapata är platt österut, men västerut är den kuperad. Emiliano Zapata ligger nere i en dal. Runt Emiliano Zapata är det mycket glesbefolkat, med 6 invånare per kvadratkilometer. Närmaste större samhälle är Santa Clara, 12,7 km söder om Emiliano Zapata. Omgivningarna runt Emiliano Zapata är i huvudsak ett öppet busklandskap.